# 陳至沢
陳 至沢（陳至澤、ちん したく、生没年不詳）は、南朝陳の皇太子。臨海嗣王。

## 経歴
廃帝陳伯宗と王皇后のあいだの子として生まれた。光大元年（567年）7月、皇太子に立てられた。太建2年（570年）、父の陳伯宗が殺害されると、臨海王の封を嗣いだ。まもなく宣恵将軍となった。陳が滅亡すると、長安に入った。

## 伝記資料
- 『陳書』巻7 列伝第1
- 『南史』巻12 列伝第2